# Бела Илеш (фудбалер)
Бела Илеш (мађ. Illés Béla, Шарвар, 27. април 1968, био је мађарски фудбалер и репрезентативац, који је већину своје каријере провео играјући за МТК Хунгариа ФК. Сматра се највећим мађарским фудбалером 1990-их.
Имао је само 19 година када га је Халадаш ВСЕ довео у своје редове и већ одмах током сезоне 1986/87. је и дебитовао је за НБ1 против Татабање 19. октобра 1986. године. Исте те сезоне МТК је освојила шампионску титулу.

## Каријера
Своју фудбалску каријеру Илеш је започео у Шарвару, где је са 16 година играо у сениорском тиму. Године 1986. преузео га је Сомбатхељски Халадаш, у чијим бојама је дебитовао у мађарској првој лиги. Играо је фудбал у клубу Сомбатхељ наредних шест година и остао одан свом тиму чак и када је тим испао из прве лиге. Из Халадаша је 1992. прешао у Будимпештански Хонвед, са којим је у првој сезони освојио титулу првака, а следеће године постао је најбољи стрелац мађарског шампионата.
Године 1995. постао је играч МТК-а, који је тек промовисан у највишу дивизију, и преузео водећу улогу у успону плаво-белог клуба. Илеш је брзо постао миљеник навијача, међу навијачима су га једноставно називали „Краљ Бела”. Са клубом је током година три пута освојио првенство и Куп Мађарске. Као офанзивни везни играч, постигао је више од 20 голова у неколико сезона и поново постао најбољи стрелац 1997. и 1999. године.
Године 2004, помало изненађујуће, вратио се у Халадаш, који се борио против испадања, и успео пласманом да остане у лиги, али је Ломбард Кфт., спонзор клуба, пренео седиште у Папу и Халадаш финансијски није могао да задржи прволигашки статус.
Илеш је наредну сезону поново почео у МТК-у. Углавном је наступао као замена у подмлађеном тиму, али је по повратку ипак успео да постигне 10 првенствених голова. Године 2006. оборио је рекорд Ђерђа Сабоа по броју одиграних првенствених утакмицама. Каријеру је завршио са 38 година са одиграних 540 првенствених утакмица и постигнутих 215 голова.

## Репрезентација
У репрезентацији Мађарске је дебитовао 1991. године, против Норвешке у Сомбатхељу, а први гол постигао је три године касније. За репрезентацију је наступио укупно 64 пута, постигавши 15 голова у дресу репрезентације.

## Менаџер
Године 2007, заједно са својим бившим фудбалским саиграчима, Габором Халмаијем, Аурелом Чертејем, Атилом Кутором и финансијером Ласлом Кобором, основао је фудбалску академију Илеш Бела у Сомбатхељу, која носи његово име и повезана је са ФК Халадашем. 

## Достугнућа

### Клуб
- Хонвед Кишпешт:
- Мађарска лига: 
  - шампион1993
  - друго место:1994
- Мађарски куп:
  - финалиста:1994.
- МТК Хунгариа:
- шампиони: 1997, 1999, 2003.
- Мађарски куп: 1997, 1998, 2000.
- Мађарски суперкуп: 2003

### Индивидуална признања
- Најбољи стрелац мађарсог првенства: 1994, 1997, 1999.
- Најбољи мађарски фудбалер 90-их (по избору ХЛС)